# Chantavit Dhanasevi
Chantavit Dhanasevi (tiếng Thái: ฉันทวิชช์ ธนะเสวี, phiên âm: Chan-tha-vít Tha-na-se-vi, sinh ngày 18 tháng 9 năm 1983) còn có nghệ danh là Ter (เต๋อ), là một diễn viên, người mẫu, nhà biên kịch người Thái Lan. Anh được biết đến qua phim Hello Stranger (2010),  ATM Lỗi tình yêu (2012), 24h yêu (2016) cùng phim truyền hình Yêu quá trời (2019).

## Tiểu sử
Sau khi tốt nghiệp, Chantavit bắt đầu công việc của mình như là một chuyên gia tự do, trợ lý chỉ đạo diễn,  quay phim và làm việc cho kênh GTH. Anh đã đóng một số vai nhỏ trong rất nhiều phim của GTH cho đến năm 2008 anh bắt đầu có một vai chính trong " Hormones". Sau đó, anh đóng vai chính trong phim kinh dị " Coming Soon ". Trong năm 2010, Chuntavit đã trở thành một diễn viên điện ảnh nổi tiếng sau khi tham gia bộ phim hài lãng mạn " Hello Stranger " với Neungthida Sopon, trong đó anh cũng được ghi nhận là đồng biên kịch. Vai diễn của anh trong " Hello Stranger " đã mang lại cho anh giải thưởng Star Hunter, là một trong 10 diễn viên trẻ triển vọng nhất tại Châu Á tại Liên hoan phim quốc tế Thượng Hải 2011. Năm 2012, anh trở lại với vai diễn trong bộ phim ATM: Er Rak Error cùng với nữ diễn viên tài năng mới, Preechaya Pongthananikorn. ATM trở thành bộ phim có doanh thu cao nhất của GTH vào thời điểm đó (sau đó Pee Mak vượt qua vào năm 2013).
Năm 2016, anh tham gia phim 24h yêu cùng phim Món quà tình yêu cùng với Mew Nittha. Sau đó, anh tham gia phim Nhân cách trong em với Mai Davika và cả hai thành đôi sau phim. Anh còn tham gia phim Yêu quá trời đóng với Taew Natapohn.

## Đời tư
Dhanasevi có quan hệ tình cảm gần 7 năm với Pattarasaya Kreursuwansiri.
Giữa năm 2018, anh bắt đầu hẹn hò với Davika Hoorne.

## Các bộ phim đã từng tham gia

### Kịch bản
| Year | Tên               | Note                                          |
| ---- | ----------------- | --------------------------------------------- |
| 2006 | The Possible      |                                               |
| 2008 | 4bia              | (consultant writer / segment "In the Middle") |
| 2008 | Phobia 2          | (screenplay / segment "In the End")           |
| 2010 | Hello Stranger    | co-writer                                     |
| 2012 | ATM: Er Rak Error |                                               |
| 2013 | Pee Mak           | co-writer                                     |
| 2016 | One Day           | co-writer                                     |
| 2021 | The Medium        | co-writer                                     |

### Phim điện ảnh
| Năm  | Phim                                 | Vai                         | Đóng với                                         |
| ---- | ------------------------------------ | --------------------------- | ------------------------------------------------ |
| 2006 | Dorm                                 | พระเอกหนังกลางแปลง           |                                                  |
| 2006 | Metrosexual                          | คนออกกำลังกาย                |                                                  |
| 2006 | Seasons Change                       | คนที่มายืนรอดาวหน้าห้องซ้อม       |                                                  |
| 2006 | The Possible                         | แฟนเพลงของวงพอสซิเบิล         |                                                  |
| 2007 | Alone                                | ผู้โดยสารบนรถไฟฟ้า             |                                                  |
| 2007 | The Bedside Detective                | สุทิน                         | Sunny Suwanmethanon & Pattarasaya Kreursuwansiri |
| 2008 | Hormones                             | Hern                        |                                                  |
| 2008 | Bittersweet BoydPod The Short Film   | ธี                           | Keerati Mahapreukpong                            |
| 2008 | Coming Soon                          | Shane                       | Worakarn Rojjanawat                              |
| 2009 | Bangkok Traffic (Love) Story         | แฟนของเต้าหู้                  | Theeradej Wongpuapan & Cris Horwang              |
| 2010 | Hello Stranger Xin chào người lạ     | Dang                        | Nuengthida Sophon                                |
| 2012 | ATM: Er Rak Error                    | Sua                         | Preechaya Pongthananikorn                        |
| 2012 | Seven Something (21/28)              | เต๋อ                         | Sunny Suwanmethanon & Cris Horwang               |
| 2016 | One Day 24h yêu                      | Denchai                     | Nittha Jirayungyurn                              |
| 2016 | A Gift Món quà tình yêu              | Llong                       | Nuengthida Sophon                                |
| 2020 | My God!!! Father Đừng gọi anh là bố  | Prem Kiattipoom             | Sammy Cowell & Thanawat Wattanaputi              |
| 2020 | The Con-Heartist Lừa đểu gặp lừa đảo | Seksan Sransuansua / Samson | Nadech Kugimiya & Pimchanok Leuwisedpaiboon      |
| 2024 | 404 Run Run 404 chạy ngay đi         | Nakrob                      |                                                  |

### Phim truyền hình
| Năm  | Phim                                              | Đài    | Vai              | Đóng với                    |
| ---- | ------------------------------------------------- | ------ | ---------------- | --------------------------- |
| 2008 | Moradok Bunterng                                  | CH7    | รับเชิญ            |                             |
| 2008 | Love Rhythm                                       | CH5    | ติว               |                             |
| 2009 | Suek Wan Shu Jai (Sitcom)                         | CH7    | Shu              | Thikumporn Rittapinun       |
| 2009 | Sai Lub The Series                                | CH9    | Toe              | Ungsumalynn Sirapatsakmetha |
| 2010 | Nuer Koo York Ruu Wa Krai                         | CH5    | เพลิงพยัคฆ์         |                             |
| 2011 | Muad Opas Yod Mue Prab...Ka Dee Pissawong         | CH9    | Muad Opas        | Nuengthida Sophon           |
| 2011 | Wongkhumlao The Series                            | CH9    | วอน นอนซุก        |                             |
| 2012 | Muad Opas The Series - Season 2                   | CH9    | Muad Opas        | Nuengthida Sophon           |
| 2012 | Krob Krua Kum                                     | CH3    | รับเชิญ            |                             |
| 2013 | ATM 2: Koo Ver Er Rak (ATM Lỗi tình yêu 2)        | GMMOne | Sua              | Preechaya Pongthananikorn   |
| 2014 | Naruk (Chuyện tình hoàng gia)                     | CH5    | Naewnar          | Ungsumalynn Sirapatsakmetha |
| 2015 | Poo Kong Yod Ruk (Đại úy tình yêu của anh)        | CH3    | Pan Namsupan     | Rasri Balenciaga            |
| 2016 | "Diary of Tootsie"                                | GMM25  | escort-Cameo     |                             |
| 2017 | Chai Mai Jing Ying Tae (Nhân cách trong em)       | OneHD  | Pakorn / "Pak"   | Davika Hoorne               |
| 2018 | Nang Sao Mai Jam Kad Nam Sakul                    | OneHD  | Ongsa            | Davika Hoorne               |
| 2019 | Ruk Jung Aoey (Yêu quá trời)                      | CH3    | Damrong          | Natapohn Tameeruks          |
| 2020 | Pleng Rak Chao Phraya                             | OneHD  | Tone Chao Phraya | Alisa Kunkwaeng             |
| 2021 | Help Me.. Khun Pee Chuay Duay (Cứu tôi! Ôi ma ơi) | CH3    | Arnon            | Kannarn Wongkajornklai      |
| 2023 | Mue Prab Kratha Rua                               | CH3    | Mawin            | Jarinporn Joonkiat          |

### Đạo diễn
| Year | Tên              | Episode |
| ---- | ---------------- | ------- |
| 2015 | ThirTEEN Terrors | Tai-Tam |

### Sân khấu
- 2012 Lum-Sing Singer as Paladkick (with Khemanit Jamikorn)
- 2020 เพลงรักเจ้าพระยา

## Giải thưởng và đề cử
| Năm  | Giải                                                   | Hạng mục                                                              | Đề cử                                    | Kết quả   |
| ---- | ------------------------------------------------------ | --------------------------------------------------------------------- | ---------------------------------------- | --------- |
| 2011 | Suphannahong National Film Awards                      | Best Screenplay (shared with Banjong Pisanthanakun & Nontra Kumwong   | Hello Stranger                           | Đề cử     |
| 2011 | Shanghai International Film Festival China ประจำปี 2011 | Star Hunter Award                                                     | Hello Stranger                           | Đoạt giải |
| 2011 | Meckhala Awards 24                                     | Best Comedy Actor                                                     | Muad Opas Yod Mue Prab...Kadee Pissawong | Đoạt giải |
| 2012 | Top Awards 2012                                        | Best Film Actor                                                       | ATM: Er Rak Error                        | Đoạt giải |
| 2012 | TV Pool Star Party Awards 2012                         | Film-goers' Most Favourite Star 2012                                  | —                                        | Đoạt giải |
| 2014 | Suphannahong National Film Awards                      | Best Screenplay (shared with Nontra Kumwong and Banjung Pisanthanakun | Pee Mak                                  | Đề cử     |
| 2016 | Suphannahong National Film Awards                      | Best Actor                                                            | One Day                                  | Đoạt giải |
| 2016 | 10th Nine Entertain Awards                             | Actor Of The Year                                                     | One Day                                  | Đoạt giải |
| 2016 | 14th Star Pics Awards                                  | Best Leading Actor                                                    | One Day                                  | Đề cử     |
| 2016 | Dara Daily The Great Awards                            | Actor Of The Year                                                     | One Day                                  | Đoạt giải |
| 2016 | 25th Entertainment Club Awards                         | Best Leading Actor                                                    | One Day                                  | Đề cử     |
| 2017 | Kazz Awards                                            | Best Actor                                                            | One Day                                  | Đoạt giải |
| 2017 | The BK Film Awards                                     | Best Leading Actor                                                    | One Day                                  | Đoạt giải |